# Gare de Gruchet - Saint-Antoine
La gare de Gruchet - Saint-Antoine est une gare ferroviaire française (fermée) de la ligne de Bréauté - Beuzeville à Gravenchon-Port-Jérôme, située sur le territoire de la commune de Gruchet-le-Valasse, près de Saint-Antoine-la-Forêt, dans le département de la Seine-Maritime en région Haute-Normandie.
C'est une halte lorsqu'elle est mise en service en 1882 par la Compagnie des chemins de fer de l'Ouest. En 1909, elle devient une halte de l'Administration des chemins de fer de l'État et en 1938, elle est reprise par la Société nationale des chemins de fer français (SNCF). 
Elle est fermée en 1965, puis détruite.

## Situation ferroviaire
Établie à 35 mètres d'altitude, la gare de Gruchet - Saint-Antoine est située au point kilométrique (PK) 211,530 de la ligne de Bréauté - Beuzeville à Gravenchon-Port-Jérôme, entre les gares de Bolbec-Ville (fermée) et de Lillebonne (fermée). 
Elle disposait de deux voies avant sa fermeture.

## Histoire
La halte de Gruchet - Saint-Antoine est mise en service le 31 juillet 1882 par la Compagnie des chemins de fer de l'Ouest, lorsqu'elle ouvre à l'exploitation le tronçon de Bolbec à Lillebonne. 
Vers 1900, elle comportait une deuxième voie.
Elle est fermée en 1965 après l'arrêt de l'exploitation voyageurs entre Bolbec-Ville et Lillebonne.

## Service des voyageurs
Gruchet - Saint-Antoine est fermée, comme la ligne, au service des voyageurs.

## Traces de la gare
Il ne reste plus de vestiges de la gare, seuls la voie unique, le passage à niveau et un espace vide marquent son emplacement.